# 前257年
| 千纪： | 前1千纪 |
| 世纪： | 前4世纪 \| 前3世纪 \| 前2世纪 |
| 年代： | 前280年代 \| 前270年代 \| 前260年代 \| 前250年代 \| 前240年代 \| 前230年代 \| 前220年代                                                   |
| 年份： | 前262年 \| 前261年 \| 前260年 \| 前259年 \| 前258年 \| 前257年 \| 前256年 \| 前255年 \| 前254年 \| 前253年 \| 前252年                     |
| 纪年： | 周赧王五十八年 魯頃公二十三年 齊王建八年 趙孝成王九年 魏安僖王二十年 韓桓惠王十六年 秦昭襄王五十年 楚考烈王六年 衛懷君三十六年 燕孝王元年 |

## 大事記
- 十月，秦昭襄王免武安君白起為士伍，遷之陰密。十二月，益發卒軍汾城旁。武安君病，未行，諸侯攻王齕，齕數卻，使者日至，王乃使人遣武安君，不得留咸陽中。武安君出咸陽西門十里，至杜郵。王與應侯范雎群臣謀曰：「白起之遷，意尚怏怏有餘言。」王乃使使者賜之劍，武安君遂自殺。秦人憐之，鄉邑皆祭祀焉。
- 邯鄲之戰結束：魏信陵君大破秦師於邯鄲下，王齕解邯鄲圍走。鄭安平為趙所困，將二萬人降趙，應侯由是得罪。公子無忌既存趙，遂不敢歸魏，與賓客留居趙，使將將其軍還魏。趙孝成王與平原君計，以五城封公子。趙王掃除自迎，執主人之禮，引公子就西階。公子側行辭讓，從東階上，自言罪過，以負於魏，無功於趙。趙王與公子飲至暮，口不忍獻五城，以公子退讓也。趙王以鄗為公子湯沐邑。魏亦復以信陵奉公子。
- 秦太子之妃曰華陽夫人，無子；夏姬生子異人。異人質於趙；秦數伐趙，趙人不禮之。異人以庶孽孫質於諸侯，車乘進用不饒，居處困不得意。陽翟大賈呂不韋適邯鄲，見之，曰：「此奇貨可居！」乃往見異人，說曰：「吾能大子之門。」異人笑曰：「且自大君之門！」不韋曰：「子不知也，吾門待子門而大。」異人心知所謂，乃引與坐，深語。不韋曰：「秦王老矣。太子愛華陽夫人，夫人無子。子之兄弟二十餘人，子傒有承國之業，士倉又輔之。子居中，不甚見幸，久質諸侯。太子即位，子不得爭為嗣矣。」異人曰：「然則奈何？」不韋曰：「能立適嗣者，獨華陽夫人耳。不韋雖貧，請以千金為子西遊，立子為嗣，」異人曰：「必如君策，請得分秦國與君共之。」不韋乃以五百金與異人，令結賓客。復以五百金買奇物玩好，自奉而西，見華陽夫人之姊，而以奇物獻於夫人，因譽子異人之賢，賓客遍天下，常日夜泣思太子及夫人，曰：「異人也以夫人為天！」夫人大喜。不韋因使其姊說夫人曰：「夫以色事人者，色衰則愛馳。今夫人愛而無子，不以繁華時蚤自結於諸子中賢孝者，舉以為適，即色衰愛馳，雖欲開一言，尚可得乎！今子異人賢，而自知中子不得為適，夫人誠以此時拔之，是子異人無國而有國，夫人無子而有子也，則終身有寵於秦矣。」夫人以為然，承間言於太子曰：「子異人絕賢，來往者皆稱譽之。」因泣曰：「妾不幸無子，願得子異人立以為嗣，以托妾身！」太子許之，與夫人刻玉符，約以為嗣，因厚饋遺異人，而請呂不韋傅之。異人名譽盛於諸侯。呂不韋娶邯鄲（趙姬）姬絕美者與居，知其有娠，異人從不韋飲，見而請之，不韋佯怒，既而獻之，孕期年而生子政，異人遂以為夫人。邯鄲之圍，趙人欲殺之，異人與不韋行金六百斤予守者，脫亡赴秦軍，遂得歸。異人楚服而見華陽夫人，夫人曰：「吾楚人也，當自子之。」因更其名曰楚。

## 出生
- 劉邦(西漢高祖)

## 逝世
- 白起, 秦国名将